# Волчас
Волчас (бел. Воўчас) — деревня в Кричевском районе Могилёвской области Белоруссии. Входит в состав Костюшковичского сельсовета.

## География
Деревня находится в северо-восточной части Могилёвской области, в пределах Оршанско-Могилёвской равнины, на левом берегу реки Волчес, на расстоянии примерно 14 километров (по прямой) к западу от Кричева, административного центра района. Абсолютная высота — 167 метров над уровнем моря.
Климат деревни характеризуется как влажный континентальный (Dfb в классификации климатов Кёппена).

## История
В конце XVIII века деревня входила в состав Мстиславского воеводства Великого княжества Литовского.
Согласно «Списку населённых мест Могилёвской губернии» 1910 года издания населённый пункт входил в состав Комаровичской волости Чериковского уезда Могилёвской губернии. В Волчасе имелось 43 двора и проживало 313 человек (165 мужчин и 148 женщин).

## Население
По данным переписи 2009 года, в деревне проживало 33 человека.
По состоянию на 1 января 2019 года население деревни составляло 29 человек (двое детей в возрасте от 7 до 14 лет).